# Buôn Triết
Buôn Triết là một xã thuộc huyện Lắk, tỉnh Đắk Lắk, Việt Nam.

## Địa lý
Xã Buôn Triết nằm ở phía tây huyện Lắk, có vị trí địa lý:
- Phía đông giáp xã Buôn Tría
- Phía tây giáp xã Ea Rbin
- Phía nam giáp xã Nam Ka
- Phía bắc giáp xã Bình Hoà, Quảng Điền và Dur Kmăl, huyện Krông Ana.

Xã Buôn Triết có diện tích 73,56 km², dân số năm 1999 là 5832 người, mật độ dân số đạt 79 người/km².

## Hành chính
Xã Buôn Triết được chia thành 9 thôn: Buôn Tung 1, Buôn Tung 2, Buôn Tung 3, Đoàn Kết 1, Đoàn Kết 2, Kiến Xương, Mê Linh 1, Mê Linh 2, Sơn Cường và 3 buôn: Knac, Lac Rung, Ja Tu.

## Lịch sử
Trước đây, xã Buôn Triết thuộc xã Yang Bung cũ, được thành lập sau năm 1975.
Ngày 17 tháng 1 năm 1984, chia xã Yang Bung thành 2 xã: Buôn Triết và Buôn Tría.